# Samsunspor
Samsunspor – turecki klub piłkarski z siedzibą w mieście Samsun, założony w 1965 roku, finalista Pucharu Turcji z 1988 roku (porażka z Sakaryasporem).

## Historia
Klub powstał w wyniku fuzji pięciu klubów: 9 Mayıs, Akınsporu, Fener Gençlik, Samsunsporu i Samsunsporu Galatasaray.

## Sukcesy
- TFF 1. Lig
  - wicemistrzostwo (2): 1968/1969, 2010/2011
- Puchar Turcji
  - finał (1): 1988
- Puchar Bałkan
  - zwycięstwo (1): 1993/1994

## Europejskie puchary
Legenda do wszystkich tabel:
- Q – runda eliminacyjna, 1/16, 1/8, 1/4, 1/2 – odpowiednia faza rozgrywek, Grupa – runda grupowa, 1r gr – pierwsza runda grupowa, 2r gr – druga runda grupowa, F – finał, R – runda, PO – play-off
- k. – rzuty karne, los. – losowanie, Dogr. – dogrywka, w. – zasada bramek strzelonych na wyjeździe

| Sezon   | Rozgrywki        | Runda   | Przeciwnik     | Dom | Wyjazd | Ogólnie    |
| ------- | ---------------- | ------- | -------------- | --- | ------ | ---------- |
| 1997    | Puchar Intertoto | Grupa 6 | Odense BK      | 2–0 |        | 2. miejsce |
| 1997    | Puchar Intertoto | Grupa 6 | FBK Kaunas     |     | 1–0    | 2. miejsce |
| 1997    | Puchar Intertoto | Grupa 6 | Leiftur        | 3–0 |        | 2. miejsce |
| 1997    | Puchar Intertoto | Grupa 6 | Hamburger SV   |     | 1–3    | 2. miejsce |
| 1998    | Puchar Intertoto | 2R      | Lyngby BK      | 3–0 | 1–3    | 4–3        |
| 1998    | Puchar Intertoto | 3R      | Crystal Palace | 2–0 | 2–0    | 4–0        |
| 1998    | Puchar Intertoto | 1/2     | Werder Brema   | 0–3 | 0–3    | 0–6        |
| 2025/26 | Liga Europy      | PO      | Panathinaikos  | –   | –      | –          |